# Bird's Custard

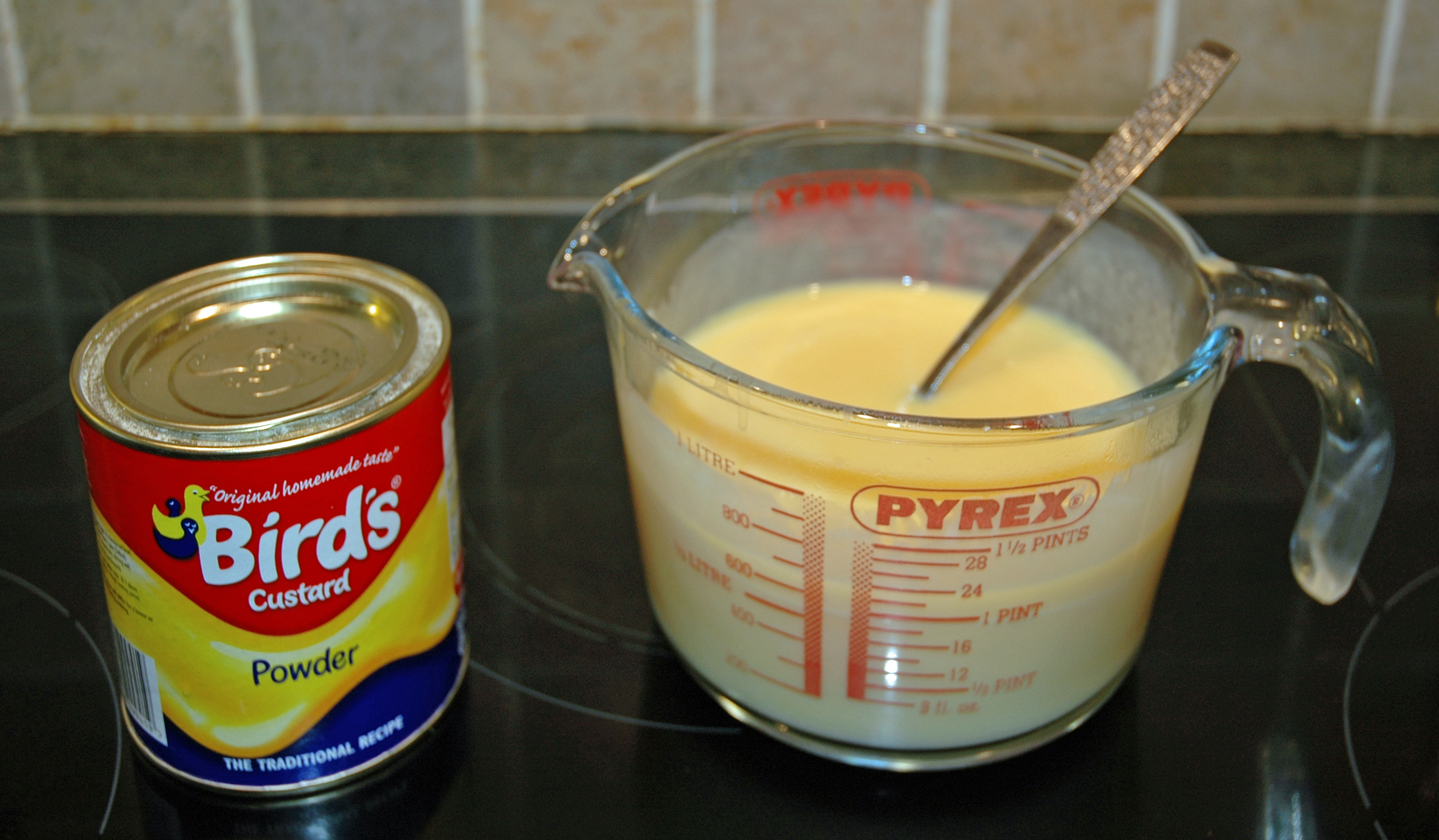
Bird's Custard.

Bird's Custard é uma tradicional marca de alimento em pó contendo farinha de milho. O produto dissolvido em leite e aquecido se transforma em creme. Foi desenvolvido pelo químico britânico Alfred Bird  (1811-1878) no ano de 1837, originariamente para superar a alergia de sua esposa por ovos, ingrediente utilizado para o preparo de cremes. O ingrediente desde então é utilizado para engrossar cremes na culinária da Inglaterra.
A primeira versão moderna de fermento em pó utilizado em panificação também foi desenvolvido e fabricado por Alfred Bird, fundador da empresa Bird e Sons Ltd.